# Giorgio Diritti
Giorgio Diritti (Bolonia, nacido el 21 de diciembre de 1959) es un director y guionista italiano.

## Biografía
Diritti se formó trabajando junto a varios autores, como Pupi Avati, y realizó varios castings para películas en Emilia-Romaña, entre ellas La voz de la luna, de Federico Fellini. Participó en la actividad de Ipotesi Cinema, un instituto para la formación de jóvenes autores, fundado y dirigido por Ermanno Olmi. A lo largo de los años, Diritti dirigió documentales, cortometrajes y programas de televisión.
Su ópera prima, El viento sopla redondo, participa en más de 60 festivales nacionales e internacionales, ganando más de 36 premios y se convirtió en un “caso nacional”, permaneciendo en la programación de Cine México en Milán por más de año y medio.
Su segunda película, El hombre que vendrá, se presenta en la selección oficial del Festival de Cine de Roma de 2009, donde ganó el Marc'Aurelio de Plata - Gran Premio del Jurado.
En 2013 su película Llegará un día se estrenó en el Festival de Cine de Sundance.
En 2020 Diritti dirigió Escondido, que cuenta la vida del pintor Antonio Ligabue: la película se presentó en el Festival de Cine de Berlín 2020, donde Elio Germano ganó por su papel el Oso de Plata al Mejor Actor. La película más tarde ganó seis premios David di Donatello, incluyendo Mejor Película y Mejor Director.

## Filmografía
- El viento sopla redondo (2005)
- El hombre que vendrá (2009)
- Llegará un día (2013)
- Escondido (2020)
- Lubo (2023)